# Cottenham
Cottenham è un villaggio e parrocchia civile dell'Inghilterra, appartenente alla contea del Cambridgeshire.